# National Board of Review: Top Ten Films
Aceasta este o listă a primelor 10 filme cele mai bune (Top Ten Films) care au fost alese anual de National Board of Review (NBR) din SUA (Consiliul Național de Revizuire a Filmelor), începând cu 1929.
Din 1930 până în 2018, NBR a ales de 74 de ori cel mai bun film care urma să câștige și Premiul Oscar pentru cel mai bun film. De 24 de ori din numărul anterior, filmul selectat a fost numărul unu pe lista NBR din acel an.

## Lista

### Anii 1930
| - 1930: - Nimic nou pe frontul de vest (All Quiet on the Western Front), regia Lewis Milestone - Holiday⁠(d) - Laughter⁠(d) - The Man from Blankley's⁠(d) - Men Without Women⁠(d) - Morocco⁠(d) - Outward Bound⁠(d) - Romance⁠(d) - Street of Chance⁠(d) - Tol'able David⁠(d) | - 1931: - Cimarron, regia Wesley Ruggles⁠(d) - Luminile orașului (City Lights) - Străzile orașului (City Streets) - Dezonorata (Dishonored), regia Josef von Sternberg - The Front Page - The Guardsman⁠(d) - Quick Millions⁠(d) - Rango⁠(d) - Surrender⁠(d) - Tabu⁠(d) |

| - 1932: - I Am a Fugitive from a Chain Gang⁠(d) - As You Desire Me⁠(d) - A Bill of Divorcement⁠(d) - A Farewell to Arms⁠(d) - Madame Racketeer⁠(d) - Payment Deferred⁠(d) - Scarface⁠(d) - Tarzan omul maimuță (Tarzan the Ape Man), regia W. S. Van Dyke⁠(d) - Trouble in Paradise⁠(d) - Two Seconds⁠(d) | - 1933: - Topaze⁠(d) - Berkeley Square⁠(d) - Cavalcada - Cele patru fiice ale doctorului March (Little Women), regia George Cukor - Mama Loves Papa⁠(d) - The Pied Piper⁠(d) - She Done Him Wrong⁠(d) - State Fair⁠(d) - Three-Cornered Moon⁠(d) - Zoo in Budapest⁠(d) |

| - 1934: - S-a întâmplat într-o noapte - The Count of Monte Cristo⁠(d) - Crime Without Passion⁠(d) - Eskimo⁠(d) - The First World War - The Lost Patrol⁠(d) - Lot in Sodom⁠(d) - No Greater Glory⁠(d) - The Thin Man⁠(d) - Viva Villa!⁠(d) | - 1935: - The Informer⁠(d) - Alice Adams⁠(d) - Anna Karenina⁠(d) - David Copperfield⁠(d) - The Gilded Lily⁠(d) - Les Misérables⁠(d) - The Lives of a Bengal Lancer⁠(d) - Revolta de pe Bounty (Mutiny on the Bounty), regia Frank Lloyd - Ruggles of Red Gap⁠(d) - Who Killed Cock Robin?⁠(d) |

| - 1936: - Mr. Deeds Goes to Town - The Story of Louis Pasteur⁠(d) - Timpuri noi - Fury⁠(d) - Winterset⁠(d) - The Devil Is a Sissy⁠(d) - Ceiling Zero⁠(d) - Romeo and Juliet⁠(d) - The Prisoner of Shark Island⁠(d) - Green Pastures⁠(d) | - 1937: - Night Must Fall⁠(d) - Viața lui Émile Zola - Black Legion⁠(d) - Camille⁠(d) - Make Way for Tomorrow⁠(d) - The Good Earth⁠(d) - They Won't Forget⁠(d) - Captains Courageous⁠(d) - A Star Is Born⁠(d) - Stage Door⁠(d) |

| - 1938: - The Citadel⁠(d) - Albă ca Zăpada și cei șapte pitici (Snow White and the Seven Dwarfs) - The Beachcomber⁠(d) - To the Victor⁠(d) - Sing You Sinners⁠(d) - The Edge of the World⁠(d) - Of Human Hearts⁠(d) - Jezebel, regia William Wyler - South Riding⁠(d) - Three Comrades⁠(d) | - 1939: - Confessions of a Nazi Spy⁠(d) - Wuthering Heights⁠(d) - Diligența (Stagecoach), regia John Ford - Ninotchka⁠(d) - Young Mr. Lincoln⁠(d) - Crisis⁠(d) - Goodbye, Mr. Chips⁠(d) - Domnul Smith merge la Washington - În umbra prohibiției - U-Boat 29⁠(d) |

### Anii 1940
| - 1940: - Fructele mâniei (The Grapes of Wrath), regia John Ford - Dictatorul (The Great Dictator), regia Charles Chaplin - Șoareci și oameni (Of Mice and Men), regia Lewis Milestone - Our Town⁠(d) - Fantasia - The Long Voyage Home⁠(d) - Foreign Correspondent⁠(d) - The Biscuit Eater⁠(d) - Pe aripile vântului (Gone with the Wind), regia Victor Fleming - Rebecca, regia Alfred Hitchcock | - 1941: - Cetățeanul Kane (Citizen Kane), regia Orson Welles - Ce verde era valea mea (How Green Was My Valley), regia John Ford - The Little Foxes⁠(d) - Sub stele (The Stars Look Down), regia Carol Reed - Dumbo - Sierra înaltă (High Sierra) - Here Comes Mr. Jordan⁠(d) - Tom, Dick and Harry⁠(d) - Road to Zanzibar⁠(d) - The Lady Eve⁠(d) |

| - 1942: - In Which We Serve⁠(d) - One of Our Aircraft Is Missing⁠(d) - D-na Miniver (Mrs. Miniver) - Journey for Margaret⁠(d) - Wake Island⁠(d) - The Male Animal⁠(d) - The Major and the Minor⁠(d) - Sullivan's Travels⁠(d) - The Moon and Sixpence⁠(d) - The Pied Piper⁠(d) | - 1943: - The Ox-Bow Incident - Watch on the Rhine⁠(d) - Air Force⁠(d) - Holy Matrimony⁠(d) - The Hard Way⁠(d) - Casablanca, regia Michael Curtiz - Lassie Come Home⁠(d) - Bataan⁠(d) - The Moon Is Down⁠(d) - The Next of Kin⁠(d) |

| - 1944: - None But the Lonely Heart⁠(d) - Pe drumul meu (Going My Way) - The Miracle of Morgan's Creek⁠(d) - Hail the Conquering Hero⁠(d) - The Song of Bernadette - Wilson - Ne vedem în St. Louis (Meet Me in St. Louis) - Thirty Seconds Over Tokyo⁠(d) - Thunder Rock⁠(d) - Lifeboat⁠(d) | - 1945: - The True Glory⁠(d) - Un weekend pierdut (The Lost Weekend) - The Southerner⁠(d) - The Story of G.I. Joe⁠(d) - The Last Chance - The Life and Death of Colonel Blimp⁠(d) - A Tree Grows In Brooklyn⁠(d) - The Fighting Lady⁠(d) - The Way Ahead⁠(d) - The Clock⁠(d) |

| - 1946: - Henry V⁠(d) - Roma, oraș deschis (Roma, città aperta), regia Roberto Rossellini - Cei mai frumoși ani ai vieții noastre (The Best Years of Our Lives), regia William Wyler - Scurtă întâlnire (Brief Encounter), regia David Lean - A Walk in the Sun⁠(d) - It Happened at the Inn⁠(d) - Draga mea Clementine (My Darling Clementine), regia John Ford - Jurnalul unei cameriste (The Diary of a Chambermaid), regia Jean Renoir - Ucigașii (The Killers), regia Robert Siodmak - Anna and the King of Siam⁠(d) | - 1947: - Domnul Verdoux (Monsieur Verdoux), regia Charlie Chaplin - Marile speranțe (Great Expectations), regia David Lean - Shoeshine - Omul fără uniformă (Crossfire), regia Edward Dmytryk - Boomerang!⁠(d) - Odd Man Out⁠(d) - Pe cuvânt de onoare (Gentleman's Agreement), regia Elia Kazan - To Live in Peace⁠(d) - O viață minunată (It's a Wonderful Life), regia Frank Capra - The Overlanders⁠(d) |

| - 1948: - Paisan⁠(d) - Day of Wrath⁠(d) - The Search⁠(d) - Comoara din Sierra Madre (The Treasure of the Sierra Madre), regia John Huston - Louisiana Story⁠(d) - Hamlet, regia Laurence Olivier - The Snake Pit⁠(d) - Johnny Belinda, regia Jean Negulesco - Joan of Arc⁠(d) - The Red Shoes⁠(d) | - 1949: - Hoți de biciclete (Ladri di biciclette), regia Vittorio De Sica - The Quiet One⁠(d) - Intruder in the Dust⁠(d) - The Heiress⁠(d) - Devil in the Flesh⁠(d) - Quartet⁠(d) - Germany, Year Zero⁠(d) - Home of the Brave⁠(d) - A Letter to Three Wives⁠(d) - The Fallen Idol⁠(d) |

### Anii 1950
| - 1950: - Sunset Boulevard - All About Eve - The Asphalt Jungle - The Men - Edge of Doom⁠(d) - Twelve O'Clock High⁠(d) - Panic in the Streets⁠(d) - Cyrano de Bergerac - No Way Out⁠(d) - Stage Fright | - 1951: - A Place in the Sun - The Red Badge of Courage⁠(d) - An American in Paris - Death of a Salesman⁠(d) - Detective Story⁠(d) - A Streetcar Named Desire - Decision Before Dawn - Strangers on a Train - Quo Vadis - Fourteen Hours⁠(d) |

| - 1952: - The Quiet Man - High Noon - Limelight - 5 Fingers⁠(d) - The Snows of Kilimanjaro - The Thief⁠(d) - The Bad and the Beautiful - Singin' in the Rain - Above and Beyond⁠(d) - My Son John⁠(d) | - 1953: - Julius Caesar - Shane⁠(d) - From Here to Eternity - Martin Luther⁠(d) - Lili - Roman Holiday - Stalag 17 - Little Fugitive⁠(d) - Mogambo⁠(d) - The Robe |

| - 1954: - On the Waterfront - Seven Brides for Seven Brothers - The Country Girl⁠(d) - A Star Is Born⁠(d) - Executive Suite⁠(d) - The Vanishing Prairie⁠(d) - Sabrina - 20,000 Leagues Under the Sea - The Unconquered⁠(d) - Beat the Devil | - 1955: - Marty - East of Eden - Mister Roberts⁠(d) - Bad Day at Black Rock - Summertime⁠(d) - The Rose Tattoo⁠(d) - A Man Called Peter⁠(d) - Not as a Stranger - Picnic - The African Lion⁠(d) |

| - 1956: - Around the World in 80 Days - Moby Dick⁠(d) - The King and I⁠(d) - Lust for Life - Friendly Persuasion⁠(d) - Somebody Up There Likes Me - The Catered Affair⁠(d) - Anastasia⁠(d) - The Man Who Never Was - Bus Stop⁠(d) | - 1957: - The Bridge on the River Kwai - 12 Angry Men - The Spirit of St. Louis⁠(d) - The Rising of the Moon⁠(d) - Albert Schweitzer⁠(d) - Funny Face⁠(d) - The Bachelor Party⁠(d) - The Enemy Below⁠(d) - A Hatful of Rain⁠(d) - A Farewell to Arms |

| - 1958: - The Old Man and the Sea - Separate Tables⁠(d) - The Last Hurrah⁠(d) - The Long, Hot Summer - Windjammer⁠(d) - Cat on a Hot Tin Roof - The Goddess⁠(d) - The Brothers Karamazov - Me and the Colonel⁠(d) - Gigi | - 1959: - The Nun's Story⁠(d) - Ben-Hur - Anatomy of a Murder - The Diary of Anne Frank - Middle of the Night⁠(d) - The Man Who Understood Women⁠(d) - Some Like It Hot - Suddenly, Last Summer⁠(d) - On the Beach - North by Northwest |

### Anii 1960
| - 1960: - Sons and Lovers⁠(d) - The Alamo⁠(d) - The Sundowners⁠(d) - Inherit the Wind - Sunrise at Campobello⁠(d) - Elmer Gantry⁠(d) - Home from the Hill⁠(d) - The Apartment - Wild River⁠(d) - The Dark at the Top of the Stairs⁠(d) | - 1961: - Question 7⁠(d) - The Hustler - West Side Story - The Innocents⁠(d) - The Hoodlum Priest⁠(d) - Summer and Smoke - The Young Doctors⁠(d) - Judgment at Nuremberg - One, Two, Three⁠(d) - Fanny⁠(d) |

| - 1962: - The Longest Day - Billy Budd⁠(d) - The Miracle Worker⁠(d) - Lawrence of Arabia - Long Day's Journey into Night⁠(d) - Whistle Down the Wind⁠(d) - Requiem for a Heavyweight⁠(d) - A Taste of Honey - Birdman of Alcatraz⁠(d) - War Hunt⁠(d) | - 1963: - Tom Jones - Crinii câmpului - All the Way Home⁠(d) - Hud - This Sporting Life - Lord of the Flies⁠(d) - The L-Shaped Room - The Great Escape - How the West Was Won⁠(d) - The Cardinal |

| - 1964: - Becket - My Fair Lady - Girl with Green Eyes⁠(d) - The World of Henry Orient⁠(d) - Zorba the Greek - Topkapi - The Chalk Garden⁠(d) - The Finest Hours⁠(d) - Four Days in November⁠(d) - Séance on a Wet Afternoon⁠(d) | - 1965: - The Eleanor Roosevelt Story⁠(d) - The Agony and the Ecstasy - Doctor Zhivago - Ship of Fools - The Spy Who Came in From the Cold⁠(d) - Darling - The Greatest Story Ever Told - A Thousand Clowns⁠(d) - The Train - The Sound of Music |

| - 1966: - A Man for All Seasons - Born Free⁠(d) - Alfie⁠(d) - Who's Afraid of Virginia Woolf? - The Bible: In the Beginning...⁠(d) - Georgy Girl⁠(d) - John F. Kennedy: Years of Lightning, Day of Drums⁠(d) - It Happened Here⁠(d) - The Russians Are Coming, the Russians Are Coming - Shakespeare Wallah⁠(d) | - 1967: - Far from the Madding Crowd - The Whisperers⁠(d) - Ulysses⁠(d) - In Cold Blood⁠(d) - The Family Way⁠(d) - The Taming of the Shrew - Doctor Dolittle - The Graduate - The Comedians - Accident⁠(d) |

| - 1968: - Sandalele pescarului (The Shoes of the Fisherman) - Romeo and Juliet⁠(d) - Yellow Submarine⁠(d) - Charly⁠(d) - Rachel, Rachel⁠(d) - The Subject Was Roses⁠(d) - The Lion in Winter⁠(d) - Planet of the Apes - Oliver! - 2001: A Space Odyssey | - 1969: - They Shoot Horses, Don't They? - Ring of Bright Water⁠(d) - Topaz - Goodbye, Mr. Chips - Battle of Britain⁠(d) - Isadora⁠(d) - The Prime of Miss Jean Brodie⁠(d) - Support Your Local Sheriff! - True Grit - Midnight Cowboy |

### Anii 1970
| - 1970: - Patton - Kes⁠(d) - Women in Love⁠(d) - Five Easy Pieces - Ryan's Daughter - I Never Sang for My Father - Diary of a Mad Housewife⁠(d) - Love Story - The Virgin and the Gypsy⁠(d) - Tora! Tora! Tora! | - 1971: - Macbeth⁠(d) - The Boy Friend⁠(d) - One Day in the Life of Ivan Denisovich⁠(d) - The French Connection - The Last Picture Show - Nicholas and Alexandra - The Go-Between - King Lear⁠(d) - The Tales of Beatrix Potter⁠(d) - Death in Venice⁠(d) |

| - 1972: - Cabaret - Man of La Mancha - The Godfather - Sounder⁠(d) - 1776⁠(d) - The Effect of Gamma Rays on Man-in-the-Moon Marigolds⁠(d) - Deliverance - The Ruling Class⁠(d) - The Candidate - Frenzy⁠(d) | - 1973: - The Sting - Paper Moon⁠(d) - Bang the Drum Slowly - Serpico - O Lucky Man!⁠(d) - The Last American Hero⁠(d) - The Hireling⁠(d) - The Day of the Dolphin - The Way We Were⁠(d) - The Homecoming⁠(d) |

| - 1974: - The Conversation - Murder on the Orient Express - Chinatown - The Last Detail - Harry and Tonto⁠(d) - A Woman Under the Influence⁠(d) - Thieves Like Us⁠(d) - Lenny⁠(d) - Daisy Miller⁠(d) - The Three Musketeers | - 1975: - Nashville⁠(d) / Barry Lyndon⁠(d) - Conduct Unbecoming⁠(d) - One Flew Over the Cuckoo's Nest - Lies My Father Told Me⁠(d) - Dog Day Afternoon - The Day of the Locust⁠(d) - The Passenger - Hearts of the West⁠(d) - Farewell, My Lovely⁠(d) - Alice Doesn't Live Here Anymore |

| - 1976: - All the President's Men - Network - Rocky - The Last Tycoon - The Seven-Per-Cent Solution⁠(d) - The Front - The Shootist⁠(d) - Family Plot⁠(d) - Silent Movie - Obsession | - 1977: - The Turning Point - Annie Hall - Julia - Star Wars - Close Encounters of the Third Kind - The Late Show⁠(d) - Saturday Night Fever⁠(d) - Equus⁠(d) - The Picture Show Man⁠(d) - Harlan County, USA⁠(d) |

| - 1978: - Days of Heaven - Coming Home - Interiors⁠(d) - Superman - Movie Movie⁠(d) - Midnight Express - An Unmarried Woman⁠(d) - Pretty Baby⁠(d) - Girlfriends⁠(d) - Comes a Horseman | - 1979: - Manhattan - Yanks - The Europeans⁠(d) - The China Syndrome⁠(d) - Breaking Away⁠(d) - Apocalypse Now - Being There - Time After Time - North Dallas Forty⁠(d) - Kramer vs. Kramer |

### Anii 1980
| - 1980: - Ordinary People - Raging Bull - Coal Miner's Daughter⁠(d) - Tess⁠(d) - Melvin and Howard⁠(d) - The Great Santini⁠(d) - The Elephant Man⁠(d) - The Stunt Man⁠(d) - My Bodyguard⁠(d) - Resurrection⁠(d) | - 1981: - Chariots of Fire / Reds - Atlantic City⁠(d) - Stevie⁠(d) - Gallipoli⁠(d) - On Golden Pond - Prince of the City⁠(d) - Raiders of the Lost Ark - Heartland⁠(d) - Ticket to Heaven⁠(d) - Breaker Morant |

| - 1982: - Gandhi - The Verdict - Sophie's Choice - An Officer and a Gentleman - Missing⁠(d) - E.T. the Extra-Terrestrial - The World According to Garp⁠(d) - Tootsie - Moonlighting⁠(d) - The Chosen⁠(d) | - 1983: - Betrayal⁠(d) / Terms of Endearment - Educating Rita⁠(d) - Tender Mercies⁠(d) - The Dresser⁠(d) - The Right Stuff - Testament⁠(d) - Local Hero⁠(d) - The Big Chill⁠(d) - Cross Creek⁠(d) - Yentl⁠(d) |

| - 1984: - A Passage to India⁠(d) - Paris, Texas⁠(d) - The Killing Fields⁠(d) - Places in the Heart - Mass Appeal⁠(d) - Country⁠(d) - A Soldier's Story - Birdy⁠(d) - Careful, He Might Hear You⁠(d) - Under the Volcano⁠(d) | - 1985: - The Color Purple - Out of Africa - The Trip to Bountiful⁠(d) - Witness⁠(d) - Kiss of the Spider Woman⁠(d) - Prizzi's Honor - Back to the Future - The Shooting Party⁠(d) - Blood Simple - Dreamchild⁠(d) |

| - 1986: - A Room with a View⁠(d) - Hannah and Her Sisters - My Beautiful Laundrette⁠(d) - The Fly - Stand By Me - The Color of Money⁠(d) - Children of a Lesser God⁠(d) - Round Midnight⁠(d) - Peggy Sue Got Married⁠(d) - The Mission | - 1987: - Empire of the Sun - The Last Emperor - Broadcast News⁠(d) - The Untouchables - Gaby: A True Story⁠(d) - Cry Freedom⁠(d) - Fatal Attraction⁠(d) - Hope and Glory⁠(d) - Wall Street - Full Metal Jacket⁠(d) |

| - 1988: - Mississippi Burning - Dangerous Liaisons - The Accused⁠(d) - The Unbearable Lightness of Being - The Last Temptation of Christ - Tucker: The Man and His Dream⁠(d) - Big⁠(d) - Running on Empty⁠(d) - Gorillas in the Mist⁠(d) - Midnight Run | - 1989: - Driving Miss Daisy - Henry V⁠(d) - Sex, Lies, and Videotape⁠(d) - The Fabulous Baker Boys⁠(d) - My Left Foot - Dead Poets Society - Crimes and Misdemeanors - Born on the Fourth of July - Glory - Field of Dreams |

### Anii 1990
| - 1990: - Dances with Wolves - Hamlet⁠(d) - Goodfellas - Awakenings - Reversal of Fortune⁠(d) - Miller's Crossing - Metropolitan⁠(d) - Mr. and Mrs. Bridge⁠(d) - Avalon - The Grifters⁠(d) | - 1991: - The Silence of the Lambs - Bugsy - Grand Canyon⁠(d) - Thelma & Louise - Homicide⁠(d) - Dead Again⁠(d) - Boyz n the Hood⁠(d) - Rambling Rose⁠(d) - Frankie and Johnny - Jungle Fever⁠(d) |

| - 1992: - Howards End⁠(d) - The Crying Game⁠(d) - Glengarry Glen Ross - A Few Good Men - The Player⁠(d) - Unforgiven - One False Move⁠(d) - Peter's Friends⁠(d) - Bob Roberts - Malcolm X | - 1993: - Schindler's List - The Age of Innocence - The Remains of the Day - The Piano⁠(d) - Shadowlands⁠(d) - In the Name of the Father - Philadelphia - Much Ado About Nothing - Short Cuts⁠(d) - The Joy Luck Club⁠(d) |

| - 1994: - Forrest Gump / Pulp Fiction - Quiz Show⁠(d) - Four Weddings and a Funeral⁠(d) - Bullets over Broadway⁠(d) - Ed Wood - The Shawshank Redemption - Nobody's Fool⁠(d) - The Madness of King George⁠(d) - Tom & Viv⁠(d) - Heavenly Creatures⁠(d) | - 1995: - Sense and Sensibility - Apollo 13 - Carrington⁠(d) - Leaving Las Vegas - The American President⁠(d) - Mighty Aphrodite⁠(d) - Smoke⁠(d) - Persuasion⁠(d) - Braveheart - The Usual Suspects⁠(d) |

| - 1996: - Shine - The English Patient - Fargo - Secrets & Lies⁠(d) - Everyone Says I Love You⁠(d) - Evita - Sling Blade - Trainspotting - Breaking the Waves⁠(d) - Jerry Maguire⁠(d) | - 1997: - L.A. Confidential - As Good as It Gets - The Wings of the Dove⁠(d) - Good Will Hunting - Titanic - The Sweet Hereafter⁠(d) - Boogie Nights⁠(d) - The Full Monty⁠(d) - The Rainmaker - Jackie Brown |

| - 1998: - Gods and Monsters⁠(d) - Saving Private Ryan - Elizabeth⁠(d) - Happiness⁠(d) - Shakespeare in Love - The Butcher Boy⁠(d) - Lolita - The Thin Red Line - A Simple Plan⁠(d) - Dancing at Lughnasa⁠(d) | - 1999: - American Beauty - The Talented Mr. Ripley - Magnolia⁠(d) - The Insider - The Straight Story⁠(d) - Cradle Will Rock⁠(d) - Boys Don't Cry - Being John Malkovich - Tumbleweeds⁠(d) - Three Kings⁠(d) |

### Anii 2000
| - 2000: - Quills⁠(d) - Traffic - Croupier⁠(d) - You Can Count On Me⁠(d) - Billy Elliot⁠(d) - Before Night Falls⁠(d) - Gladiator - Wonder Boys⁠(d) - Sunshine - Dancer in the Dark⁠(d) | - 2001: - Moulin Rouge! - In the Bedroom⁠(d) - Ocean's Eleven - Memento - Monster's Ball⁠(d) - Black Hawk Down - The Man Who Wasn't There⁠(d) - A.I. Artificial Intelligence - The Pledge - Mulholland Drive |

| - 2002: - The Hours⁠(d) - Chicago - Gangs of New York - The Quiet American⁠(d) - Adaptation.⁠(d) - Rabbit-Proof Fence⁠(d) - The Pianist - Far from Heaven⁠(d) - Thirteen Conversations About One Thing⁠(d) - Frida | - 2003: - Mystic River - The Last Samurai - The Station Agent⁠(d) - 21 Grams - House of Sand and Fog⁠(d) - Lost in Translation - Cold Mountain - In America⁠(d) - Seabiscuit⁠(d) - Master and Commander: The Far Side of the World |

| - 2004: - Finding Neverland - The Aviator - Closer⁠(d) - Million Dollar Baby - Sideways - Kinsey⁠(d) - Vera Drake⁠(d) - Ray⁠(d) - Collateral - Hotel Rwanda⁠(d) | - 2005: (în ordine alfabetică, cu excepția locului 1) - Good Night, and Good Luck. - Brokeback Mountain - Capote - Crash - A History of Violence⁠(d) - Match Point - Memoirs of a Geisha - Munich - Syriana - Walk the Line |

| - 2006: (în ordine alfabetică, cu excepția locului 1) - Letters from Iwo Jima - Babel - Blood Diamond - The Departed - The Devil Wears Prada - Flags of Our Fathers - The History Boys⁠(d) - Little Miss Sunshine⁠(d) - Notes on a Scandal - The Painted Veil | - 2007: (în ordine alfabetică, cu excepția locului 1) - No Country for Old Men - The Assassination of Jesse James by the Coward Robert Ford⁠(d) - The Bourne Ultimatum - The Bucket List⁠(d) - Into the Wild - Juno - The Kite Runner⁠(d) - Lars and the Real Girl⁠(d) - Michael Clayton⁠(d) - Sweeney Todd: The Demon Barber of Fleet Street |

| - 2008: (în ordine alfabetică, cu excepția locului 1) - Slumdog Millionaire - Burn After Reading - Changeling - The Curious Case of Benjamin Button - The Dark Knight - Defiance⁠(d) - Frost/Nixon⁠(d) - Gran Torino⁠(d) - Milk - WALL-E - The Wrestler⁠(d) | - 2009: (în ordine alfabetică, cu excepția locului 1) - Up in the Air - (500) Days of Summer - An Education⁠(d) - The Hurt Locker - Inglourious Basterds - Invictus⁠(d) - The Messenger⁠(d) - A Serious Man⁠(d) - Star Trek - Up - Where the Wild Things Are⁠(d) |

### Anii 2010
| - 2010: (în ordine alfabetică, cu excepția locului 1) - Rețeaua de socializare (The Social Network) - Un an din viață (Another Year⁠(d) - Luptătorul (The Fighter) - Hereafter: Dincolo de viață (Hereafter⁠(d) - Începutul (Inception) - Discursul regelui (The King's Speech) - Insula Shutter (Shutter Island) - Orașul (film)Orașul (The Town⁠(d) - Povestea jucăriilor 3 (Toy Story 3) - Adevăratul curaj (True Grit⁠(d) - Mâinile tatălui meu (Winter’s Bone) | - 2011: (în ordine alfabetică, cu excepția locului 1) - Hugo - Artistul (The Artist) - Descendenții (The Descendants) - Cursa (Drive⁠(d) - Fata cu un dragon tatuat (The Girl with the Dragon Tattoo) - Harry Potter și Talismanele Morții. Partea 2 (Harry Potter and the Deathly Hallows – Part 2) - Ziua trădătorilor (The Ides of March) - J. Edgar⁠(d) - Arborele vieții (The Tree of Life⁠(d) - Calul de luptă (War Horse) |  |

| - 2012: (în ordine alfabetică, cu excepția locului 1) - Misiunea 00.30 (Zero Dark Thirty⁠(d) - Argo - Tărâmul visurilor (Beasts of the Southern Wild⁠(d) - Django dezlănțuit (Django Unchained) - Mizerabilii (Les Misérables⁠(d) - Lincoln - Looper: Asasin în viitor (Looper) - Jurnalul unui adolescent timid (The Perks of Being a Wallflower⁠(d) - Tărâmul făgăduinței (Promised Land⁠(d) - Scenariu pentru happy-end (Silver Linings Playbook) | - 2013: (în ordine alfabetică, cu excepția locului 1) - Ea (film) (Her) - 12 ani de sclavie (12 Years a Slave) - Fruitvale Station⁠(d) - Misiune în spațiu (Gravity) - Inside Llewyn Davis⁠(d) - Supraviețuitorul (Lone Survivor⁠(d) - Nebraska⁠(d) - Prizonieri (Prisoners⁠(d) - Saving Mr. Banks: În căutarea poveștii (Saving Mr. Banks⁠(d) - Viața secretă a lui Walter Mitty (The Secret Life of Walter Mitty⁠(d) - Lupul de pe Wall Street (The Wolf of Wall Street) |

| - 2014: (în ordine alfabetică, cu excepția locului 1) - A Most Violent Year⁠(d) - Lunetistul american (American Sniper) - Birdman - Boyhood - Fury - Gone Girl - The Imitation Game - Inherent Vice⁠(d) - The LEGO Movie - Nightcrawler - Unbroken⁠(d) | - 2015: (în ordine alfabetică, cu excepția locului 1) - Mad Max: Fury Road - Bridge of Spies - Creed⁠(d) - The Hateful Eight - Inside Out - The Martian - Room - Sicario - Spotlight - Straight Outta Compton⁠(d) |

| - 2016: (în ordine alfabetică, cu excepția locului 1) - Manchester by the Sea⁠(d) - Arrival - Hacksaw Ridge - Hail, Caesar!⁠(d) - Hell or High Water - Hidden Figures⁠(d) - La La Land - Moonlight - Patriots Day - Silence - Miracolul de pe râul Hudson (Sully) | - 2017: (în ordine alfabetică, cu excepția locului 1) - The Post - Baby Driver - Call Me by Your Name - The Disaster Artist⁠(d) - Downsizing⁠(d) - Dunkirk - The Florida Project⁠(d) - Get Out - Lady Bird - Logan - Phantom Thread |

| - 2018: (în ordine alfabetică, cu excepția locului 1) - Green Book: O prietenie pe viață - The Ballad of Buster Scruggs⁠(d) - Black Panther - Can You Ever Forgive Me? - Eighth Grade⁠(d) - First Reformed⁠(d) - If Beale Street Could Talk⁠(d) - Mary Poppins Returns - A Quiet Place (A Quiet Place) - Roma⁠(d) - S-a născut o stea) (A Star Is Born) | - 2019: (în ordine alfabetică, cu excepția locului 1) - Irlandezul: Asasinul mafiei (The Irishman) - 1917: Speranță și moarte (titlu original: 1917) - Numele meu e Dolemite (Dolemite Is My Name⁠(d) - Marea provocare: Le Mans ’66 (Ford v Ferrari) - Jojo Rabbit - La cuțite (Knives Out) - Poveste despre căsnicie (Marriage Story⁠(d) - A fost odată la... Hollywood (Once Upon a Time in Hollywood) - Cazul lui Richard Jewell (Richard Jewell⁠(d) - Diamante neșlefuite (Uncut Gems) - Waves⁠(d) (Waves) |

### Anii 2020
| - 2020: (în ordine alfabetică, cu excepția locului 1) - Frăția celor cinci (Da 5 Bloods) - First Cow⁠(d) - Rapperiță la 40 de ani (The 40-Year-Old Version) - Judas and the Black Messiah⁠(d) - Cerul de la miezul nopții (The Midnight Sky) - Minari - News of the World - Nomadland - Promising Young Woman⁠(d) - Soul - Sound of Metal⁠(d) 1. 2. 3. 4. 5. |